# بیت الحجر (روستا)
 بیت الحجر  به عربی ( بیت اَلحَجَر  )، روستایی است در دهستان 

## جمعیت
جمعیت آن (۶۷) نفر (۶ خانوار) می‌باشد.